# Manilkara kanosiensis
Manilkara kanosiensis är en tvåhjärtbladig växtart som beskrevs av Herman Johannes Lam och B.Meeuse. Manilkara kanosiensis ingår i släktet Manilkara och familjen Sapotaceae. IUCN kategoriserar arten globalt som starkt hotad. Inga underarter finns listade i Catalogue of Life.